# Comontocypris
Comontocypris is een geslacht van kreeftachtigen uit de klasse van de Ostracoda (mosselkreeftjes).

## Soort
- Comontocypris arenaria Wouters, 1987